# Tribuno Memmo
Tribuno Memmo (Venecia, República de Venecia, ?-991) fue el 25.º dux de la República de Venecia. Sirvió de 979 a 991.

## Biografía
Era analfabeto y, de acuerdo a los documentos conservados, firmaba los documentos de Estado a través de signum manus.
Era rico, en parte, debido al matrimonio con la dogaresa Marina Candiano, hija del 22.º dogo Pietro IV Candiano. Tuvieron un hijo, Maurizio.
Parece que solo se había trasladado al Palacio Ducal hacia el final de su dogado. Todavía estaba en obras tras el incendio que se produjo durante la deposición de Pietro IV Candiano. Durante su dogado, la dasílica de San Marcos se convirtió por decreto en una propiedad ducal, una especie de capilla privada en la que las funciones eclesiásticas fueron delegadas a un primicerio. El 7 de junio de 983, el emperador Otón II renovó los privilegios comerciales de los que ya habían disfrutado muchos dogos anteriores.
Murió en 991 y fue sucedido por Pietro II Orseolo.